# Vaulx Australian Field Ambulance Cemetery
Vaulx Australian Field Ambulance Cemetery is een Britse militaire begraafplaats met gesneuvelden uit de Eerste Wereldoorlog, gelegen nabij de Franse plaats Vaulx in de gemeente Vaulx-Vraucourt in het departement Pas-de-Calais. De begraafplaats ligt anderhalve kilometer ten zuidwesten van het centrum van Vaulx. Het terrein ligt in de velden, zo'n 150 meter van de weg naar Bapaume. Op de zuidkant staat een Cross of Sacrifice. Er bevinden zich 52 Britse graven, waarvan een niet is geïdentificeerd, en 61 Duitse graven. De begraafplaats wordt onderhouden door de Commonwealth War Graves Commission.

## Geschiedenis
Vaulx-Vraucourt werd in het voorjaar van 1917 door de Britten ingenomen, maar viel in het voorjaar van 1918 weer in Duitse handen. In september 1918 werd de plaats weer bevrijd.
De begraafplaats werd geopend in het voorjaar van 1917. Toen ze in Duitse handen viel, begroeven ook de Duitsers hier hun gesneuvelden.